# جورج ماريون (كاتب سيناريو)
جورج ماريون (بالإنجليزية: George Marion Jr.)‏ (و. 1899 – 1968 م) هو كاتب سيناريو، وملحن أمريكي، ولد في بوسطن، توفي في نيويورك، عن عمر يناهز 69 عاماً، بسبب نوبة قلبية.

## وصلات خارجية
- جورج ماريون على موقع IMDb (الإنجليزية)
- جورج ماريون على موقع ميوزك برينز (الإنجليزية)
- جورج ماريون على موقع قاعدة بيانات برودواي على الإنترنت (الإنجليزية)
- جورج ماريون على موقع ديسكوغز (الإنجليزية)
- جورج ماريون على موقع قاعدة بيانات الفيلم (الإنجليزية)

- جورج ماريون في قاعدة بيانات الأفلام على الإنترنت